# Cloruro de hafnio(IV)
El cloruro de hafnio (IV) es un compuesto inorgánico de fórmula HfCl4. Este sólido incoloro es el precursor de la mayoría de los compuestos organometálicos de hafnio. Tiene diversas aplicaciones muy especializadas, principalmente en la ciencia de materiales y como catalizador.

## Preparación
El HfCl4 puede producirse mediante varios procedimientos relacionados:
- La reacción de tetracloruro de carbono y óxido de hafnio a más de 450 °C;[2][3]

HfO2  +  2 CCl4  →   HfCl4  +  2 COCl2
- Cloración de una mezcla de HfO2 y carbono por encima de 600 °C utilizando cloro gaseoso o monocloruro de azufre:[4][5]

HfO2  +  2 Cl2  +  C   →   HfCl4  +  CO2
- Cloración del carburo de hafnio por encima de 250 °C.[6]

## Separación de Zr y Hf
El hafnio y el circonio se encuentran juntos en minerales como el circón, la cirtolita y la baddeleyita. El circón contiene entre un 0,05% y un 2,0% de dióxido de hafnio HfO2, la cirtolita entre un 5,5% y un 17% de HfO2 y la baddeleyita entre un 1,0% y un 1,8% de HfO2. Los compuestos de hafnio y circonio se extraen juntos de los minerales y se convierten en una mezcla de los tetracloruros.
La separación de HfCl4 y ZrCl4 es difícil porque los compuestos de Hf y Zr tienen propiedades químicas y físicas muy similares. Sus radios atómicos son similares: el radio atómico es de 156,4 pm para el hafnio, mientras que el del Zr es de 160 pm. Estos dos metales experimentan reacciones similares y forman complejos de coordinación parecidos.
Se han propuesto varios procesos para purificar el HfCl4 a partir del ZrCl4, como la destilación fraccionada, la precipitación fraccionada, la cristalización fraccionada y el intercambio iónico. El logaritmo (base 10) de la presión de vapor del cloruro de hafnio sólido (de 476 a 681 K) viene dado por la ecuación: log10 P = -5197/T + 11,712, donde la presión se mide en torrs y la temperatura en kelvins. (La presión en el punto de fusión es de 23.000 torrs).
Un método se basa en la diferencia de reducibilidad entre los dos tetrahaluros.Los tetrahaluros pueden separarse reduciendo selectivamente el compuesto de circonio a uno o más haluros inferiores o incluso a circonio. El tetracloruro de hafnio permanece prácticamente inalterado durante la reducción y puede recuperarse fácilmente de los subhaluros de circonio. El tetracloruro de hafnio es volátil y, por tanto, puede separarse fácilmente del trihaluro de circonio no volátil.

## Reactividad

Estructura de HfCl_{4}(thf)_{2}.

El compuesto se hidroliza, desarrollando cloruro de hidrógeno:
HfCl4 + H2O   →   HfOCl2  +  2 HCl
Por tanto, las muestras envejecidas suelen estar contaminadas con oxicloruros, que también son incoloros.
El THF forma un complejo monomérico 2:1:
HfCl4  +  2 OC4H8  →   HfCl4(OC4H8)2
Como este complejo es soluble en disolventes orgánicos, es un reactivo útil para preparar otros complejos de hafnio.
El HfCl4 sufre metátesis salina con reactivos de Grignard. De este modo, se puede preparar tetrabencilhafnio.
4 C6H5CH2MgCl  +  HfCl4   →  (C6H5CH2)4Hf  +  4 MgCl2
Del mismo modo, la metátesis salina con ciclopentadienuro de sodio da dicloruro de hafnoceno:
2 NaC5H5  +  HfCl4   →  (C5H5)2HfCl2  +  2 NaCl
Con alcoholes se forman alcóxidos.
HfCl4  +  4 ROH   →   Hf(OR)4  +  4 HCl
Estos compuestos adoptan estructuras complicadas.

### Reducción
La reducción del HfCl4 es especialmente difícil. En presencia de ligandos fosfina, la reducción puede efectuarse con una aleación de potasio y sodio:
2 HfCl4  +  2 K  +  4 P(C2H5)3   →   Hf2Cl6[P(C2H5)3]4  +  2 KCl
El producto de dihafnio, de color verde intenso, es diamagnético. La cristalografía de rayos X muestra que el complejo adopta una estructura bioctaédrica de bordes compartidos, muy similar a la del análogo de Zr.

## Usos
El tetracloruro de hafnio es el precursor de catalizadores muy activos para la polimerización Ziegler-Natta de alquenos, especialmente el propileno Los catalizadores típicos se derivan del tetrabencilhafnio.
El HfCl4 es un ácido de Lewis eficaz para diversas aplicaciones en síntesis orgánica. Por ejemplo, el ferroceno se alquiló con alildimetilclorosilano de forma más eficiente utilizando cloruro de hafnio en relación con el tricloruro de aluminio. El mayor tamaño del Hf puede disminuir la tendencia del HfCl4 a formar complejos con el ferroceno.
El HfCl4 aumenta la velocidad y el control de las cicloadiciones 1,3-dipolares. Se descubrió que daba mejores resultados que otros ácidos de Lewis cuando se utilizaba con aldoximas arílicas y alifáticas, permitiendo la formación específica de exo-isómeros.

## Aplicaciones microelectrónicas
El HfCl4 se consideraba un precursor para la deposición química de vapor y la deposición de capa atómica de dióxido de hafnio y silicato de hafnio, utilizados como dieléctricos de alta k en la fabricación de circuitos integrados modernos de alta densidad. Sin embargo, debido a su volatilidad relativamente baja y a sus subproductos corrosivos (en concreto, HCl), el HfCl4 fue sustituido por precursores metalorgánicos, como el tetraquis etilmetilamino hafnio (TEMAH).